# Мишо Смајловић
Драго Мишо Смајловић (Сарајево, 29. октобар 1938) бивши је југословенски фудбалер и фудбалски тренер.

## Биографија
Рођен је 29. октобра 1938. године у Сарајеву. Играо је на позицији нападача. Са укупно 241 голом налази се на трећем месту клупских стрелаца-рекордера сарајевског Жељезничара, у којем је наступао између 1958. и 1967. године. Одиграо је 190 првенствених и куп утакмица и постигао 97 голова за тим са Грбавице. У сезони 1962/63. био је први стрелац првенства Југославије са 18 постигнутих голова. Једно време је играо у Белгији за екипу Стандард из Лијежа, а када се вратио у Југославију, наступао је и за Олимпију из Љубљане и Челик из Зенице.
За најбољу селекцију Југославије одиграо је четири утакмице и постигао један гол. Дебитовао је 19. јула 1963. против Шведске (0:0) у Београду.
Након играчке каријере, две сезоне је као тренер водио екипу Рудара у Републичкој лиги БиХ. Биле су то сезоне 1975/76. и 1976/77. Од сезоне 1978/79. радио у стручном штабу сарајевског Жељезничара као тренер. Радио је као спортски директор Жељезничара, а током деведесетих поново је био тренер.
Након распада Југославије био је селектор младе репрезентације БиХ, а водио је и сениорску репрезентацију.
Живи у Сарајеву и отишао је у пензију.

## Наступи за репрезентацију
Утакмице Мише Смајловића у дресу Југославије.
| #  | Датум             | Место    | Противник | Резултат | Гол | Такмичење                                 |
| -- | ----------------- | -------- | --------- | -------- | --- | ----------------------------------------- |
| 1. | 19. јун 1963.     | Београд  | Шведска   | 0:0      | 0   | Квалификације за Европско првенство 1964. |
| 2. | 27. октобар 1963. | Букурешт | Румунија  | 1:2      | 1   | Пријатељска утакмица                      |
| 3. | 18. март 1964.    | Софија   | Бугарска  | 1:0      | 0   | Пријатељска утакмица                      |
| 4. | 1. април 1964.    | Ниш      | Бугарска  | 1:0      | 0   | Пријатељска утакмица                      |

## Успеси
Челик Зеница
- Митропа куп: 1971/72.[12]